# Yves Chauvin
Yves Chauvin (n. 10 octombrie 1930, Menen, Flandra, Belgia – d. 27 ianuarie 2015, Tours, Franța) a fost chimist francez, laureat al Premiului Nobel pentru chimie (2005).